# Gábor Andor (rabbi)
Gábor Andor, születési és 1912-ig használt nevén Goldberger Andor (Kecskemét, 1884. szeptember 2. – Chicago, 1961. január 1.) rabbi és könyvtáros.

## Életrajza
Szülei Goldberger Gábor és Goitein Amália. 1903 és 1908 között a budapesti Rabbiképző Intézetben tanult. 1907-ben avatták bölcsészdoktorrá Budapesten, majd 1909-ben pedig rabbivá. Ugyanebben az évben kinevezték a Pesti Izraelita Hitközség vallástanárává. 1922-től a New York-i rabbiképző könyvtárosaként működött. Juszuf Al-baszir kitab ál Muchtavi című munkája Budapesten jelent meg.